# Taygetis ypthima
Taygetis ypthima är en fjärilsart som beskrevs av Jacob Hübner 1816. Taygetis ypthima ingår i släktet Taygetis och familjen praktfjärilar. Inga underarter finns listade i Catalogue of Life.

## Bildgalleri

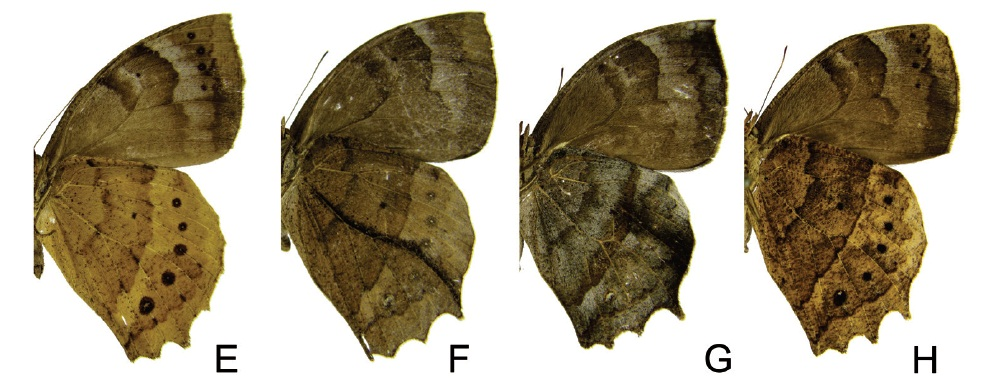